# 蛇腹三
水蛇座δ，又名CP-69 113，HD 15008、SAO 248545、HR 705，是水蛇座的一颗恒星，视星等为4.09，位于銀經291.25，銀緯-46.37，其B1900.0坐标为赤經2h 19m 58.1s，赤緯-69° -46.37′ 52″。